# Orient-Express (film, 1927)
Pour plus de détails, voir Fiche technique et Distribution.
Pour les articles homonymes, voir Orient-Express.
Orient-Express (titre original : Orientexpress) est un film allemand réalisé par Wilhelm Thiele sorti en 1927.

## Synopsis
Peter Karg est le directeur d'une gare qui se trouve sur la ligne qui est également utilisée par l'Orient-Express. Le cheminot un peu trapu et un peu maladroit a toujours rêvé du monde vaste et large que le train de luxe symbolise. Mais le train ne s'arrête jamais et ces rêves s'envolent au même rythme que le train qui passe devant sa petite gare. Un jour, l'Express s'arrête en fait de façon inattendue et on descend une dame de ce "grand monde large" ; on l'alite, car elle a besoin de plusieurs jours de repos strict. Cette dame est l'élégant Beate de Morton, dont il se soucie autant que possible. Au bout de quelques jours, elle se sent mieux et quitte la petite maison et retourne dans son propre monde sophistiqué.
Karg se sent alors infiniment seul, d'autant plus qu'il est rapidement tombé amoureux de la noble femme et commence à boire. Karg ne fait plus son travail selon la réglementation et se laisse aller. Poussé par un désir infini, il laisse tout derrière lui et part vers la grande ville à la recherche de la femme qu'il ne parvient pas à sortir de ses pensées. Lorsqu'il se tient devant la maison de Beate von Morton, on y fête son mariage. Certes, il est admis, sa séduction maladroite le fait passer pour un ours qui ne rentre pas dans ce monde étincelant bourgeois. Profondément désabusé, Karg se rend compte que ce n'est pas sa place et décide de retourner immédiatement dans son propre petit monde, le village idyllique.

## Fiche technique
- Titre : Orientexpress
- Réalisation : Wilhelm Thiele
- Scénario : Wilhelm Thiele
- Musique : Willy Schmidt-Gentner
- Direction artistique : Hans Baluschek, Karl Machus
- Photographie : Karl Puth (de)
- Sociétés de production : Phoebus-Film AG
- Société de distribution : Phoebus-Film AG
- Pays d'origine : Allemagne  République de Weimar
- Langue : allemand
- Format : Noir et blanc - 1,33:1 - 35 mm
- Genre : Drame
- Durée : 104 minutes
- Dates de sortie :
  -  Danemark : 17 septembre 1927.
  - Allemagne  République de Weimar : 22 septembre 1927.
  -  Finlande : 4 mars 1929.
  -  Espagne : 6 janvier 1930.

## Distribution
- Heinrich George : Peter Karg
- Lil Dagover : Beate von Morton
- Angelo Ferrari : Le vicomte Antoine d'Arcier
- Walter Rilla : Allan Wilton
- Maria Paudler : Mimi
- Hilde Jennings : Lisbeth
- Uwe Jens Krafft (de) : Müller, le propriétaire de la brasserie